# James Wani Igga
James Wani Igga (Krillo, Ecuatoria Central, Sudán del Sur; 1949) es un político, militar y economista sursudanés. Fue el primer (de manera no literal) Vicepresidente de Sudán del Sur desde el 23 de agosto del 2013 hasta el 20 de febrero de 2020, cuando luego de un acuerdo de paz entre el presidente Salva Kiir Mayardit y Riek Machar, el último, quién había sido el primer vicepresidente de Sudán del Sur, volvió a ser vicepresidente bajo un "gobierno de unidad nacional" para encontrarle una salida pacífica a la Guerra civil de Sudán del Sur. Wani Igga es actualmente el segundo vicepresidente de Sudán del Sur desde el 21 de febrero del año 2020.

## Biografía
Es miembro del Movimiento de Liberación del Pueblo de Sudán, del que fue Secretario General.
Fue presidente de la Asamblea Legislativa de Sudán del Sur y desde el 23 de agosto de 2013, fue nombrado por el presidente Salva Kiir Mayardit para ocupar el cargo de 3.º Vicepresidente de Sudán del Sur, en sustitución del político Riek Machar. Luego de haberse firmado un acuerdo de paz entre Kiir y su rival político, quién fuera vicepresidente del país Riek Machar, en el que se establecía un gobierno de "unidad nacional", el 20 de febrero de 2020, cesó sus funciones y fue reemplazado por Machar.